# Wikivoyage
Wikivoyage ili Wikivodič višejezični je internetski slobodni i otvoreni wiki-projekt turističkih informacija. Povijest projekta povezana je s njemačkom inačicom projekta wikitravel, naime kako se wikitravel 2006. godine komercijalizirao, suradnici njemačkog izdanja su osnovali neprofitnu udrugu "Wikivoyage e.V." i 10. prosinca 2006. Wikivoyage je postao dostupan u obliku internetskih stranica. Sadržaj projekta dostupan je pod Creative Commons "Imenovanje-Dijeli pod istim uvjetima" licencijom.
Sredinom 2012. godine većina suradnika engleske inačice Wikitravela uključujući većinu administratora odlučila su pokušati objediniti Wikitravel i Wikivoyage zajednice u novi nekomercijalni projekt. Kontaktirana je Zaklada Wikimedija (vidi prijedlog na meti iz kolovoza 2012.), RFC (zahtjev za mišljenja) na meti pokrenut je 28. lipnja 2012.‎ i okončan 23. kolovoza 2012. s većinom glasova za stvaranje novog projekta (542 glasa za i 153 glasa protiv).
10. studenoga 2012. pokrenut je Wikivoyage na poslužiteljima Wikimedije. U ovom trenutku (studeni 2012.) projekt Wikivoyage je sedmojezičan.

## Poveznice
- http://www.wikivoyage.org/ Početna stranica Wikivoyagea